# Muelle anular

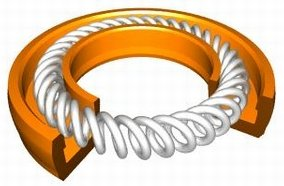
Un resorte anular dentro de una junta de goma

Un muelle anular es un resorte de acero helicoidal con sus dos extremos conectados entre sí para crear una forma circular, y se usa en juntas de aceite, juntas de eje, motores accionados por correa y conectores eléctricos. Los de compresión ejercen fuerzas radiales hacia afuera, mientras que los de extensión ejercen fuerzas radiales hacia adentro. El proceso de fabricación no es muy diferente de la creación de muelles helicoidales normales, con el añadido de unir sus extremos. Como la mayoría de los otros resortes, generalmente se fabrican con alambre de acero al carbono o de acero inoxidable. 

## Tipos

### Muelles de compresión
Son un tipo de resorte helicoidal que ejerce fuerzas radiales hacia afuera, es decir, alejándose del centro. Por lo general, están formados por un grueso alambre de acero con grandes espiras. Los muelles de compresión deben ser capaces de manejar cargas muy grandes, al tiempo que pueden volver a su posición extendida natural. Almacenan energía potencial cuando se comprimen (la longitud del resorte disminuye) y devuelven energía cinética cuando se liberan. Los muelles anulares utilizan este principio para resistir las fuerzas que actúan desde el exterior. Se pueden colocar dentro de un objeto para mantener su forma circular, una situación análoga a la de apretar una pelota de goma, que se contraerá cuando se apriete, pero que volverá a su estado natural una vez que se libere la presión externa. 

### Muelles de extensión
Los resortes anulares de extensión están en el lado opuesto del espectro de resortes. Aunque también son un tipo de resorte helicoidal, ejercen fuerzas radiales hacia adentro, almacenando energía potencial en su forma extendida. Un alambre más delgado y una mayor cantidad de espiras permiten que los muelles de extensión puedan contraerse rápidamente, lo que es esencial cuando se trata de fluidos y gases a presión. Actúan contra las fuerzas centrales, por lo que pueden colocarse en el exterior de un objeto circular para mantener su forma. Actúan de manera similar a un brazalete, que se extiende para pasar alrededor de la mano y luego vuelve a acomodarse a la forma de la muñeca. Los resortes anulares de extensión son más comunes que los de compresión, porque usan menos material (circunferencia más pequeña y alambre más delgado) y responden a los cambios de manera más rápida y eficiente. 

## Fabricación

### Proceso
La producción de resortes anulares de acero es un proceso que cuenta con cuatro etapas principales. El primer paso es cortar y enrollar bobinas de alambre de acero para producir resortes helicoidales normales. La resistencia del resorte es proporcional al grosor del alambre. Los muelles de compresión están enrollados de tal manera que las espiras están separadas entre sí, mientras que los muelles de extensión no tienen espacio entre las espiras. 
El segundo paso es unir cada extremo del resorte para obtener la forma circular del resorte anular. Esto se puede lograr de diferentes maneras: 
- Enlazando las espiras de ambos extremos del muelle.
- Usando un conector corto con un gancho en un extremo y un lazo en el otro.
- Reducir el diámetro en un extremo del resorte para que encaje en el otro extremo (junta de punta). Este es el método más comúnmente utilizado. Es crucial revisar el bobinado del resorte para evitar la tensión de torsión que podría deformarlo.

La tercera etapa es el tratamiento térmico, que evita que el resorte sea demasiado frágil para funcionar. El tratamiento térmico implica colocar el resorte en un horno a alta temperatura durante un período de tiempo predeterminado y luego dejarlo enfriar lentamente. 
La cuarta etapa es aplicar los toques finales al resorte, lo que puede incluir el rectificado (aplanar los extremos), el granallado (disparar pequeñas bolas de acero en el resorte para endurecer aún más el alambre), el ajuste (fijación permanente de la longitud y el paso del resorte), revestimiento (galvanoplastia o aplicación de pintura o caucho a la superficie para evitar la corrosión) y embalaje. 

### Materiales
El alambre de acero al carbono se usa típicamente para muelles anulares debido a su precio asequible y facilidad de uso, en comparación con el acero inoxidable. Los resortes de acero al carbono tienden a tener un límite elástico muy alto y pueden volver a su forma original cuando se deforman temporalmente. El contenido de carbono en los alambres de acero al carbono varía de 0,50 a 0,95 por ciento. Esta cantidad relativamente pequeña de carbono es suficiente para mejorar la dureza del resorte. La proximidad al aceite y a los motores de alta presión significa que los resortes de liga tratados térmicamente son esenciales para soportar temperaturas superiores a 100 °C (212 °F). Sin embargo, el acero al carbono no es adecuado para entornos altamente corrosivos, siendo el acero inoxidable una opción más viable. El acero inoxidable difiere del acero al carbono en la cantidad de cromo presente: el acero inoxidable tiene entre un 10,5% y un 11% de cromo en masa, mientras que el acero al carbono tiene aproximadamente un 1%. 

## Aplicaciones
La mayoría de los resortes anulares se utilizan para juntas de aceite y juntas de eje. Como son capaces de resistir fuerzas desde todas las direcciones, son efectivos para manejar cambios en volumen, presión, temperatura y viscosidad.